# Nagako Mori
Nagako Mori (jap. 森奈賀子 Mori Nagako; ur. 15 września 1975 w prefekturze Chiba) – japońska snowboardzistka. Zajęła 22. miejsce w halfpipe’ie na igrzyskach w Salt Lake City. Nie startowała na mistrzostwach świata. Najlepsze wyniki w Pucharze Świata osiągnęła w sezonie 2000/2001, kiedy to zajęła 48. miejsce w klasyfikacji generalnej.
W 2002 zakończyła karierę.

## Sukcesy

### Igrzyska olimpijskie
| Miejsce | Dzień     | Rok  | Miejscowość    | Konkurencja | Zwycięzca   |
| ------- | --------- | ---- | -------------- | ----------- | ----------- |
| 22.     | 10 lutego | 2002 | Salt Lake City | Halfpipe    | Kelly Clark |

### Puchar Świata

#### Miejsca w klasyfikacji generalnej
- 1998/1999 - 84.
- 1999/2000 - 55.
- 2000/2001 - 48.
- 2001/2002 - -

#### Miejsca na podium
1. Whistler – 10 grudnia 2000 (Halfpipe) - 3. miejsce